# Бонхеффер (фильм)
«Бонхёффер» (англ. Bonhoeffer) — бельгийско-ирландская историческая драма, сценариста и режиссёра Тодда Комарницки. Главную роль в фильме исполнил Йонас Дасслер.

## Сюжет
Действие фильма происходит в Берлине в 1940-х годах и рассказывает подлинную историю немецкого теолога и пастора Дитриха Бонхёффера, участника антинацистского заговора.
В 1914 году восьмилетний Дитрих Бонхёффер играет в прятки со своим старшим братом Вальтером у себя дома в Бреслау, Германия. Вальтер объявляет семье о своем решении поступить на военную службу и вскоре уходит на службу. В 1918 году Вальтер погибает в бою, и семья присутствует на его похоронах.
Спустя годы Бонхёффер изучает теологию в США; находясь в стране, он сближается с афроамериканскими баптистами, включая однокурсника по имени Фрэнк, что влияет на его духовные взгляды и религиозные убеждения. Вернувшись в Германию, семья Бонхёффера начинает опасаться растущей мощи нацистской партии, включая ее влияние на церкви Германии. Бонхёффер решительно выступает против нацистских изменений в церквях, считая их святотатством.
Бонхёффер открывает подпольную семинарию в Финкенвальде для подготовки пасторов Исповедующей церкви. В апреле 1943 года гестапо заключило его в тюрьму Тегель. Позже он был переведен в концентрационный лагерь Флоссенбюрг.
Бонхёффер был обвинен в причастности к заговору 20 июля с целью убийства Адольфа Гитлера. Он был повешен в 1945 году во время краха нацистского режима.

## В ролях
- Йонас Дасслер — Дитрих Бонхёффер
- Филеас Хейблом — молодой Дитрих
- Флюла Борг — Ганс Дохнаньи
- Дэвид Джонссон — Франк Фишер
- Аугуст Диль — Мартин Нимёллер
- Мориц Бляйбтрой — Карл Бонхёффер
- Надин Хайденрайх — Паула Бонхёффер
- Патрик Мёллекен — Вальтер Бонхёффер

## Производство
Режиссёр Тодд Комарницки рассказывая о съемках фильма в 2018 году, назвал его «глубокой и нерассказанной историей героизма времён Второй мировой войны».
В январе 2023 года Йонас Дасслер был утверждён на роль Дитриха Бонхёффера, также в актёрский состав вошли Флюла Борг, Дэвид Джонссон, Аугуст Диль и Мориц Бляйбтрой. Производством фильма занимались компании In Plain Sight Group, Crow’s Nest Productions, Fontana и Komarnicki’s Guy Walks Into A Bar Productions. Кинооператором фильма стал Джон Мэтисон, а художником-постановщиком — Джон Бирд.
Съёмки проходили в Ирландии в Лимерике, графство Клэр, Типперэри, и Соборе Святого Финбарра в Корке. Съёмки также проходили в Бельгии, в Брюсселе, и Спа. По данным Variety, съёмки завершились к марту 2023 года.

## Отзывы и оценки
Джо Лейдон в рецензии для Variety пишет: «Если бы фильм вышел всего два года назад, „Бонхеффер“, возможно, показался бы просто последней в длинной череде респектабельных, но предсказуемых драм того времени о храбрых немцах, которые осмелились противостоять нацистскому режиму. Однако сегодня фильм больше похож на неприятно своевременную поучительную историю с тревожными отголосками текущих событий».